# Жолобок (Павлоградський район)
Жолобок — село в Україні, у Вербківській сільській громаді Павлоградського району Дніпропетровської області. Населення за переписом 2001 року становило 53 особи.

## Географія
Село Жолобок знаходиться за 4 км від правого берега річки В'язівок, на відстані 4 км від села Новов'язівське. У селі бере початок Балка Лозовата.